# Phiala pulverea
Phiala pulverea is een vlinder uit de familie van de Eupterotidae. De wetenschappelijke naam van de soort is voor het eerst voorgesteld door William Lucas Distant in een publicatie uit 1903.
De spanwijdte van het vrouwtje bedraagt 37 tot 38 millimeter.
De soort komt voor in Zuid-Afrika.